# Philipp Albrecht, hertug af Württemberg
Philipp Albrecht, hertug af Württemberg (tysk: George Philipp Albrecht Carl Maria Joseph Ludwig Hubertus Stanislaus Leopold Herzog von Württemberg ) (født 14. november 1893 i Stuttgart, død 17. marts 1975 i Ravensburg, Regierungsbezirk Tübingen, Baden-Württemberg) var en tysk prins, som var overhoved for Huset Württemberg i 1939–1975.

## Forfædre
Philipp Albrecht af Württemberg var dattersøn af Karl Ludvig af Østrig (far til ærkehertug Franz Ferdinand, der blev myrdet i 1914), oldesøn af Franz Karl af Østrig (forfader til de østrig-ungarske kejsere 1848–1918), Ferdinand 2. af Begge Sicilier, og tipoldesøn af titulær hertug Alexander af Württemberg (1771–1833), kong Ludvig-Filip af Frankrig (1773–1850), ærkehertug Karl af Østrig, hertug af Teschen (1771-1847), Ludvig 1. af Bayern (1786–1868), kejser Frans 2. af det tysk-romerske rige og af Østrig (1768–1835), kong Maximilian 1. Joseph af Bayern (1756–1825), Karoline af Baden (1776–1841), kong Frans 1. af Begge Sicilier (1777–1830),

## Familie
I 1923 blev Philipp Albrecht gift med ærkehertuginde Helene af Østrig–Toscana (1903–1924). De fik en datter. 
I 1928 giftede Philipp Albrecht sig med ærkehertuginde Rosa af Østrig–Toscana (1906–1983), som var lillesøster til Helene af Østrig–Toscana.
Philipp Albrecht og Rosa fik seks børn, der i blandt:
- Marie-Thérèse af Württemberg, hertuginde af Montpensier født 1934, har været gift med en senere fransk tronprætendent.
- Carl, hertug af Württemberg født 1936, der blev overhoved for Huset Württemberg i 1975.